# パパ・ママとあそぼう
「パパ・ママとあそぼう」は、キングレコードから発売された童謡のコンピレーション・アルバムのシリーズ。1995年3月24日発売。

## 概要
- 「手あそび・たいそうだいすき」は、手遊び歌、体操の歌、英語の遊び歌、計18曲を収録。
- 「たのしくうたおう!〜童謡カラオケ〜」は、歌とカラオケを交互に15曲ずつ、計30曲を収録。

## 作品

### パパ・ママとあそぼう 手あそび・たいそうだいすき
- CDの色は、赤。
- 品番は、KICG-137。

手あそび
- 1.げんこつやまのたぬきさん
- 2.ずいずいずっころばし
- 3.パンダうさぎコアラ
- 4.アルプスいちまんじゃく
- 5.ごんべえさんのあかちゃん
- 6.あらどこだ
- 7.コロッケコロちゃん
- 8.おおきなくりのきのしたで
- 9.こぶたぬきつねこ
- 10.おはなしゆびさん

たいそうとあそびうた
- 11.チュンチュンワールド
- 12.てをたたきましょう
- 13.おしくらまんじゅう
- 14.グーパーたいそう
- 15.ほかほかさつまいも
- 16.カメレオンのなやみ

えいごのあそびうた
- 17.ロンドンばし（London Bridge）
- 18.クラップ・ユア・ハンズ（Clap Your Hands）

### パパ・ママとあそぼう たのしくうたおう!〜童謡カラオケ〜
- CDの色は、青。
- 品番は、KICG-138。
- 1.アイアイ
- 2.アイアイ（カラオケ）
- 3.チューリップ
- 4.チューリップ（カラオケ）
- 5.ぞうさん
- 6.ぞうさん（カラオケ）
- 7.いぬのおまわりさん
- 8.いぬのおまわりさん（カラオケ）
- 9.ちょうちょう
- 10.ちょうちょう（カラオケ）
- 11.どんぐりころころ
- 12.どんぐりころころ（カラオケ）
- 13.あめふりくまのこ
- 14.あめふりくまのこ（カラオケ）
- 15.バナナのおやこ
- 16.バナナのおやこ（カラオケ）
- 17.おつかいありさん
- 18.おつかいありさん（カラオケ）
- 19.サッちゃん
- 20.サッちゃん（カラオケ）
- 21.おなかのへるうた
- 22.おなかのへるうた（カラオケ）
- 23.とけいのうた
- 24.とけいのうた（カラオケ）
- 25.わらいごえっていいな
- 26.わらいごえっていいな（カラオケ）
- 27.アイスクリームのうた
- 28.アイスクリームのうた（カラオケ）
- 29.おもちゃのチャチャチャ
- 30.おもちゃのチャチャチャ（カラオケ）